# Kloster Weyarn

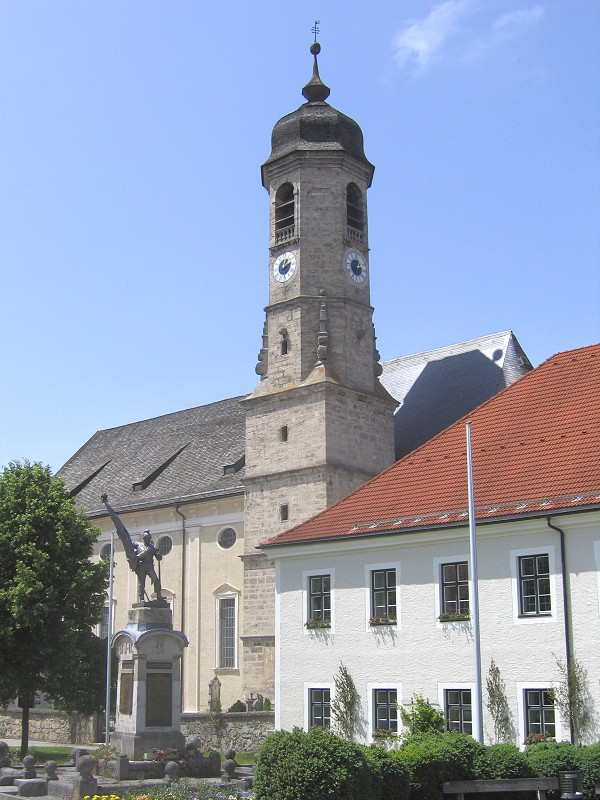
St. Peter und Paul

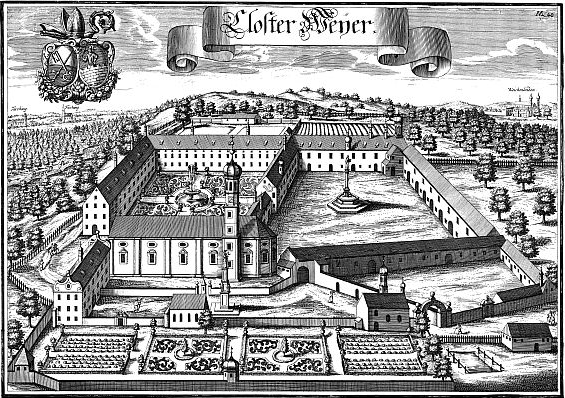
Kloster Weyarn nach einem Stich von Michael Wening (1726)

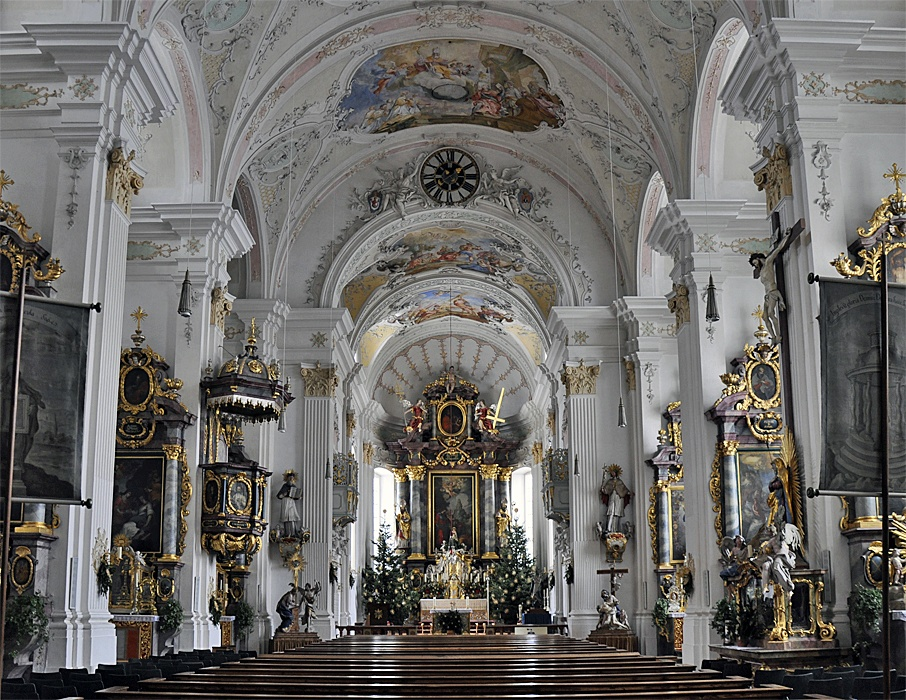
Innenansicht der Klosterkirche

Das Kloster Weyarn ist ein ehemaliges Stift der Augustiner-Chorherren und heutiges Kloster des Deutschen Ordens in Weyarn in Bayern in der Erzdiözese München und Freising. Die Anlage ist unter der Aktennummer D-1-82-137-3 als denkmalgeschütztes Baudenkmal von Weyarn verzeichnet. 

## Geschichte
Das St. Peter und Paul geweihte Kloster wurde 1133 durch Graf Siboto II. von Falkenstein an der Stelle der Burg Weyarn gegründet. Seit 1653 betreuten Chorherren die ständige Wallfahrtsseelsorge in Weihenlinden. Das Kloster wurde 1803 im Zuge der Säkularisation aufgelöst. 1806 erwarben einige Chorherren den Konventstock. Prälatur und Refektorium wurden abgerissen, Kirche und St. Jakobs-Kapelle blieben erhalten.

### Deutscher Orden
Seit 1998 existiert im Kloster Weyarn ein Konvent der Deutschen Brüderprovinz des Deutschen Ordens. In ebendiesem Jahr wurde das Kloster zum Hauptsitz der Ordensprovinz (auch Priorat genannt) und der Deutschordenswerke. Das anfängliche Vorhaben des Wiederaufbaus des fehlenden Nordtraktes wurde vom Orden zugunsten der notwendigen restauratorischen Arbeiten in anderen Teilen des Gebäudekomplexes aufgegeben.
2014 sanierte der Orden 4 Apartments für Brüder, die im Konvent leben. Im Sommer 2018 wurde das neue Priorat eingeweiht.

## Reihe der Pröpste
Quelle
1. Wilhelm, 1159, 1177
2. Heinrich I.
3. Conrad I., 1224
4. Liebhard, 1273
5. Gotschalk, 1307
6. Wilhelm II.
7. Rupert I., 1328
8. Conrad II., um 1337
9. Albert, 1350
10. Heinrich II., 1372, † 1377
11. Conrad III., † 1389
12. Ulrich Liebslender, resignierte 1403
13. Jakob I. Schlipfhaimer, 1404–1407 Administrator, 1407–1435 Propst
14. Conrad IV. Schleher, 1435–1437
15. Paul Thum, 1437–1440
16. Christian Kiezagl, 1440–1465
17. Friedrich Kirschner, 1465–1474
18. Leonhard Lauffer, 1474–1490
19. Georg I. Haffner, 1490–1509
20. Georg II. Rotschmied, 1509–1532
21. Jakob II. Kypfinger, 1532–1543
22. Georg III. Schmidhamer, 1543–1549
23. Caspar Holnsteiner, 1589–1607
24. Wolfgang Reiffenstuel, 1607–1626
25. Valentin Steyrer, 1626–1659
26. Bernhard Glas, 1660–1671
27. Benno Zach, 1672–1675
28. Gelasius Harlas, 1675–1697, erhielt 1692 die Pontifikalien
29. Praesidius Held, 1698–1731
30. Patritius Zwick, 1731–1753
31. Augustin Hamel, 1753–1765
32. Rupert II. Sigl, 1765–1803, † 1. Mai 1804[2]

## Kirche St. Peter und Paul
Die ehemalige Stiftskirche Sankt Peter und Paul ist jetzt Pfarrkirche. Der barocke Neubau aus Tuffsteinquadern entstand von 1687 bis 1693 unter Leitung von Lorenzo Sciascia. Der Turmunterbau entstand um 1630, der Oberteil ist von 1713. Das denkmalgeschützte Gebäude ist in die Denkmalliste eingetragen.

## Weitere Gebäude
Unter Denkmalschutz stehen weitere ehemalige Klostergebäude:
- Seminargebäude
- Erweiterungsbau des ehemaligen Seminargebäudes und Theatersaal
- Seminarkapelle
- Richterstock
- Wallfahrtskapelle Maria Hilf
- Bedienstetenwohnungen und Ökonomiegebäude, jetzt Wohn- und Geschäftsgebäude
- Torhaus
- Konventsgebäude, sogenannter Petersstock
- Stallung, heute Wohn- und Geschäftshaus
- Stallung und Scheune der Brauerei
- Klosterfärberei